# Siegfried Grabner
Siegfried Grabner (n. 4 februarie 1975, Feldkirchen in Kärnten⁠(d), Carintia, Austria) este un sportiv austriac, medaliat olimpic. A participat la 4 ediții ale Jocurilor Olimpice (1998, 2002, 2006, 2010) în care a câștigat o medalie de bronz.